# الکساندر روسلین
الکساندر روسلین (به سوئدی: Alexander Roslin) نقاش برجستهٔ سبک پرترهٔ اهل سوئد و از نقاشان دربار بود.

## نگارخانه

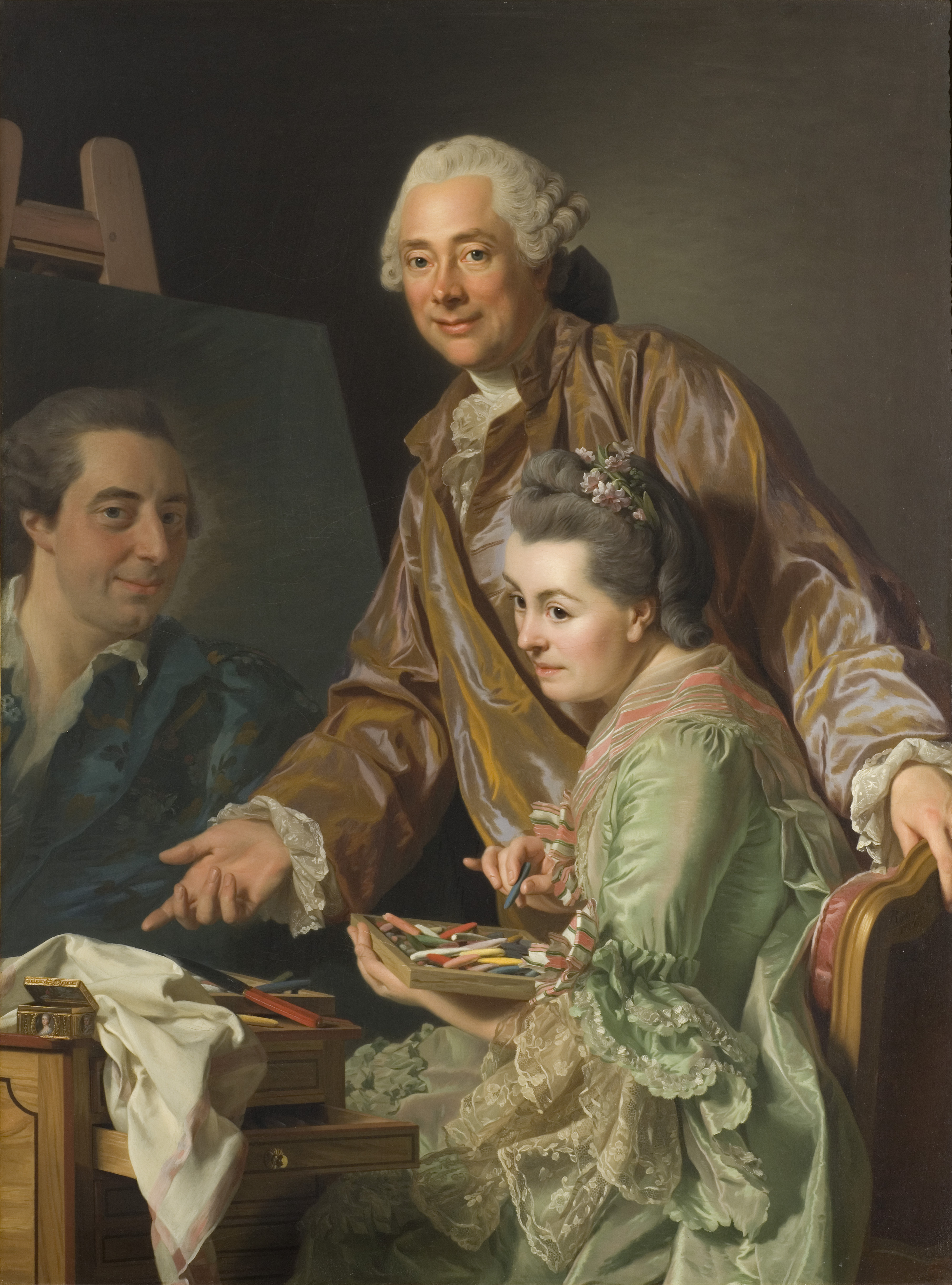
دو خودنگاره از خود و همسرش ۱۷۶۷ م. موزه ملی سوئد
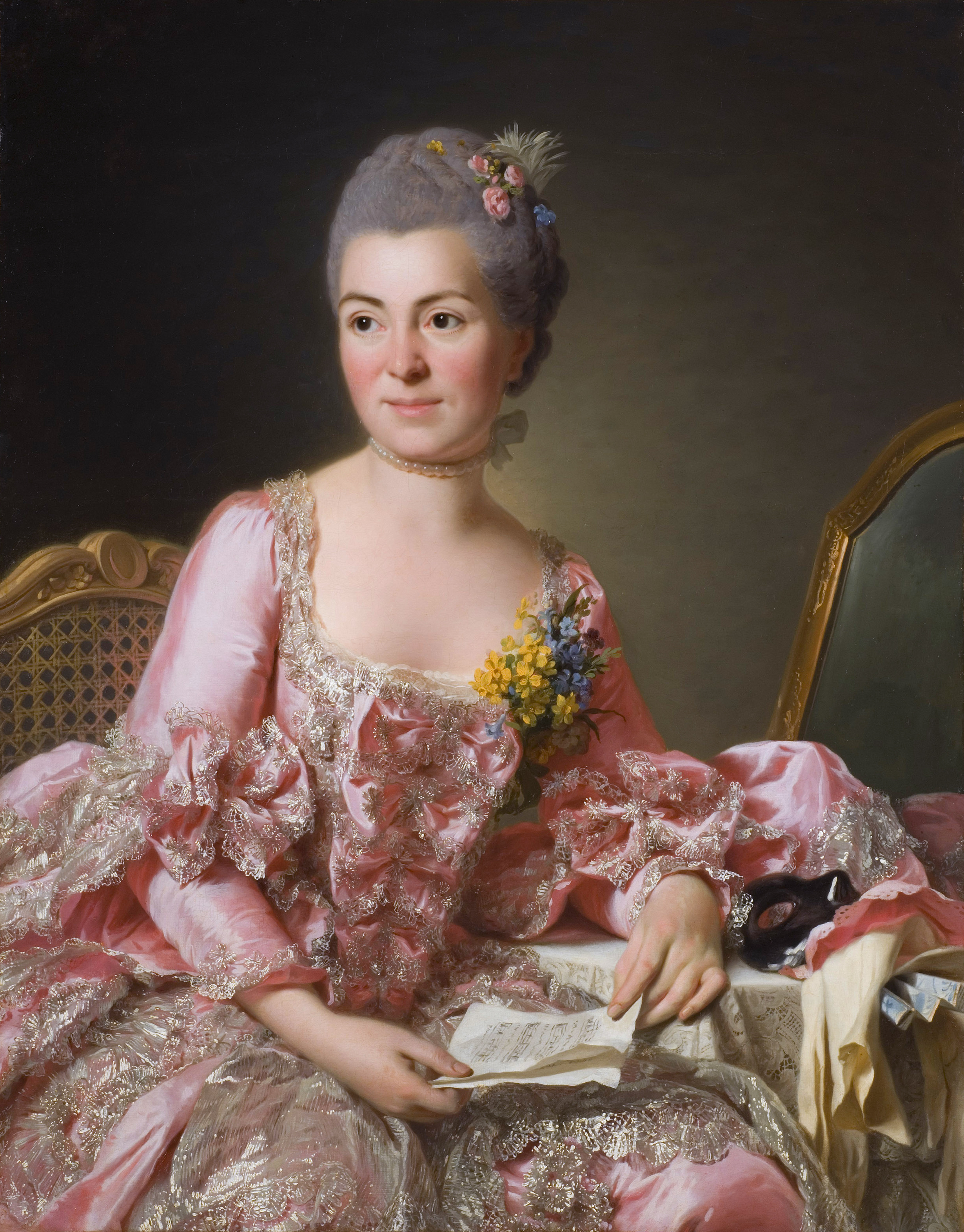
پرتره‌ای از همسر نقاش ۱۷۷۰ م. موزه ملی سوئد
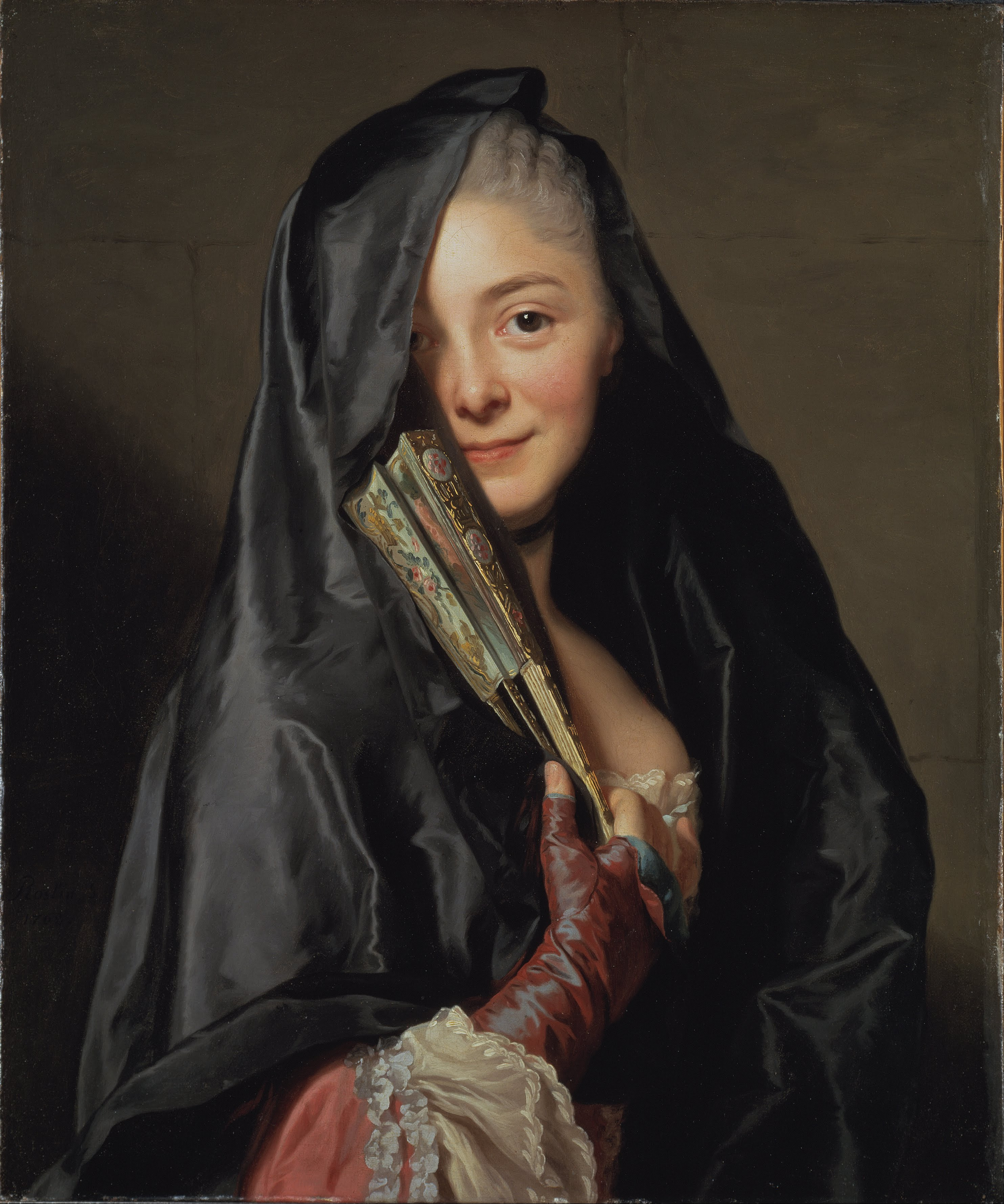
بانوی باحجاب: پرتره‌ای از همسر نقاش ۱۷۶۸ م. موزه ملی سوئد
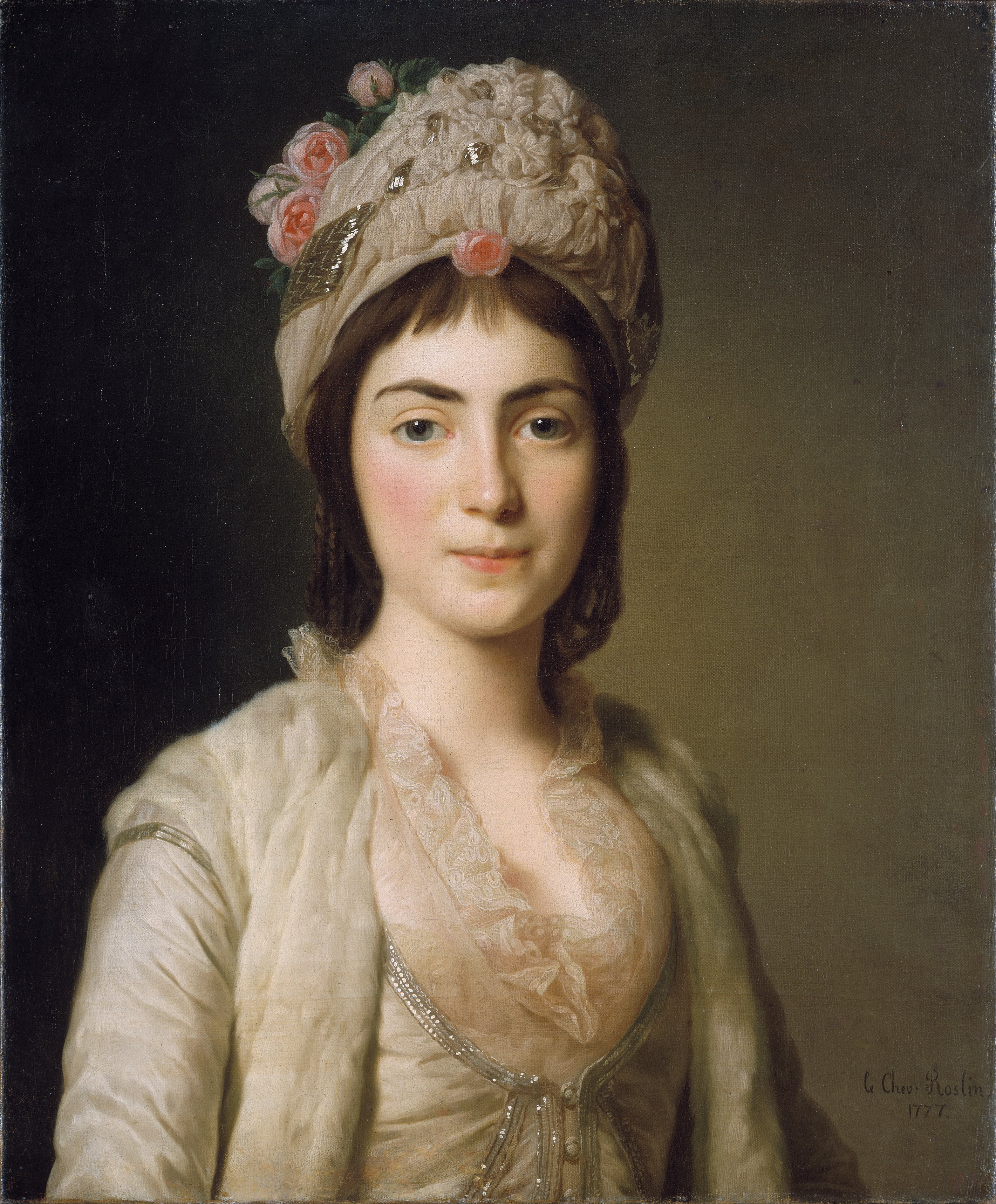
پرتره‌ای از پرنسس زوئی قیکا از ملداوی ۱۷۷۷ م. موزه ملی سوئد
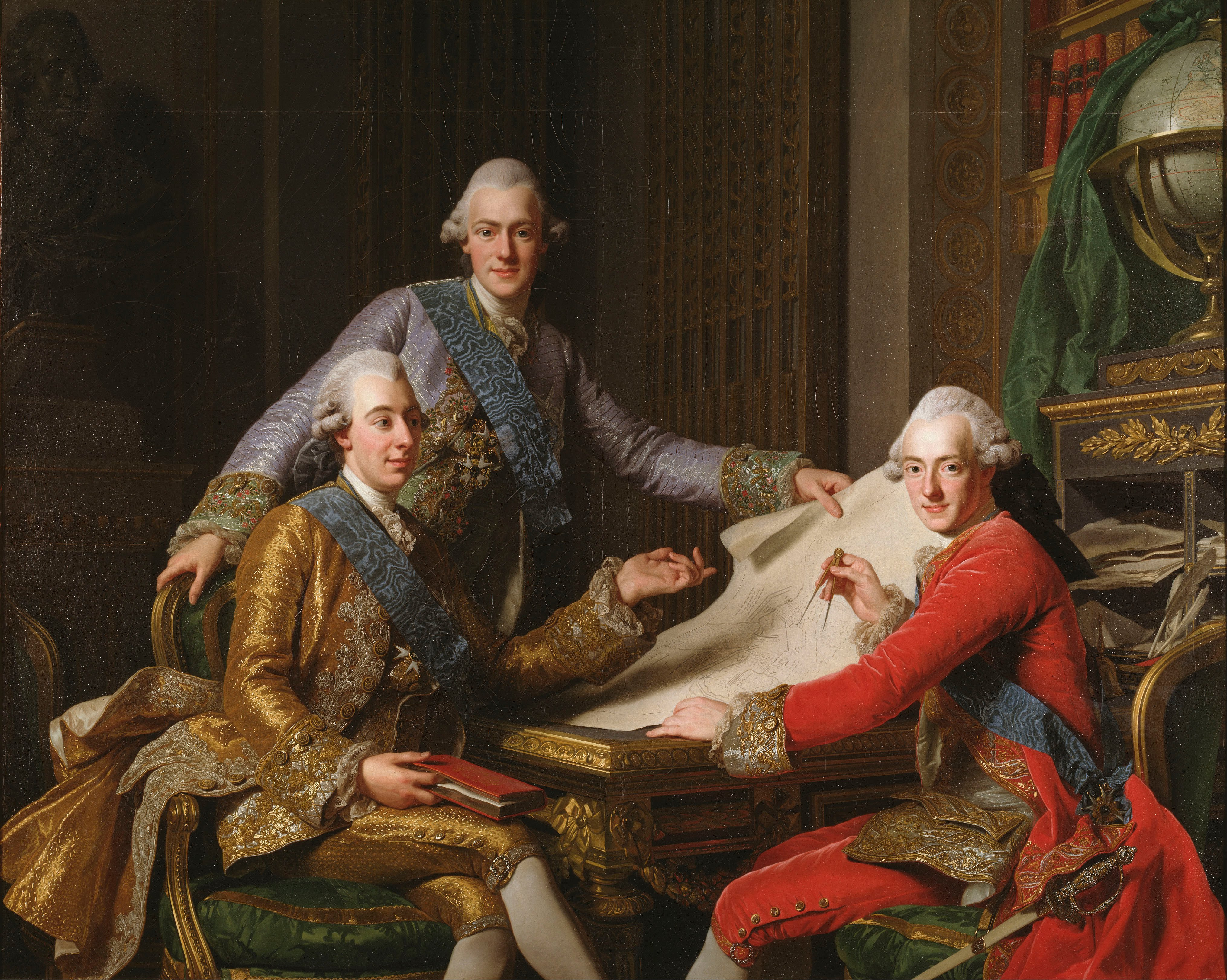
گوستاو سوم سوئد و برادرانش
۱۷۷۱ م.
موزه ملی سوئد